# Galetta Ferenc
Galetta Ferenc (Temesvár, 1889. március 12. – Budapest, Józsefváros, 1974. október 21.) magyar színész, rendező, szövegkönyvíró.

## Életpályája
Galetta Ferenc és Koller Magdolna fia. Középiskolai tanulmányait szülővárosában végezte, színi pályáját 1910-ben Fehér Károly társulatánál kezdte Csíkszeredában. 1911–12-ben Halász Alfrédnál, 1912-től 1914-ig Pécsett, 1914–15-ben Szegeden lépett színpadra. 1916-ban a budai–temesvári színtársulat bonvivánja volt. A forradalmak idején munkásmatinék szereplője volt Budapesten. 1921–22-ben Nagyváradon, Parlagi Lajos társulatánál játszott, 1922–23-ban a pozsonyi társulat főrendezője volt. 1923-ban Róna Dezső aradi társulatához került, majd bécsi és budapesti szereplések után 1927-ben Fekete Mihály szerződtette temesvári együtteséhez. 1929-től újra Aradon színészkedik, az 1930-as években Szabadkay József szatmári–temesvári színtársulatával, majd az Ihász–Fekete színházi együttessel Erdély városait járta. 1932-ben kabaré-előadások szervezését vállalta a budapesti Deák kávéház számára, ekkor költözött Magyarországra.
Több operettet írt. Masa című operettjét Csányi Mátyás zenéjével 1923-ban mutatta be az aradi színház. Ugyanitt került színre Görlvásár című revüje (1929) és A szerelem rózsája című operettje (1931), amelynek zenéjét Komlós Elemér és Szegő Nándor szerezte.

## Magánélete
Első házastársa Benkó Judit (1897–1953) volt, akivel 1915-ben Temesváron kötött házasságot. Második felesége Benedicty Ilona volt, akit 1957-ben Budapesten, a Józsefvárosban vett nőül.

## Szerepei

### Színházi szerepei
- Mister X (Kálmán Imre: Cirkuszhercegnő)
- Clauen tanácsos (Gerhart Hauptmann: Naplemente előtt)
- Ottokár (Ifj. Johann Strauss: A cigánybáró)
- Sírós János (Bús–Fekete–Kulinyi–Zerkovitz: A nóta vége)
- Freed Hood (Tamássy–Anday–Szilágyi: Tommy és társa)
- György (Erdélyi–Szántó: Mit susog a fehér akác?)

### Filmszerepei
- Váljunk el! (1916)
- Az anyaszív (1917) - Brandes gróf
- Selim Nuno, a börzecézár (1918) - gróf Hubert
- Kártyavár (1919, 1923-ban szkeccs is)
- A harapós férj (1937) – szállodaportás
- Pillanatnyi pénzzavar (1938) – elnökségi tag
- Az örök titok (1938)
- Cifra nyomorúság (1938) – vendég Feliczyéknél
- Borcsa Amerikában (1938) – színházi ügyelő Amerikában
- Péntek Rézi (1938) - hitelező
- A piros bugyelláris (1938) – írnok
- A leányvári boszorkány (1938) – vendég az eljegyzésen
- A pusztai királykisasszony (1938) – szállodaportás
- János vitéz (1938) – ajtónálló lakáj a burkus királynál
- Süt a nap (1938) – katonatiszt
- Fehérvári huszárok (1938) - vendég Selmeczy báró estélyén
- Magyar feltámadás (1938-39) – vendég az estélyen
- Bors István (1938-39)
- Toprini nász (1939) – orosz katonatiszt
- Szervusz, Péter! (1939) – Bánó István
- Pénz áll a házhoz (1939) - szállodaigazgató

## Rendezései
- Bús–Fekete–Kulinyi–Zerkovitz: A nóta vége
- Tamássy–Anday–Szilágyi: Tommy és társa
- Erdélyi–Szántó: Mit susog a fehér akác?